# Carlo Cavagnoli
Carlo Cavagnoli (ur. 21 stycznia 1907 w Mediolanie, zm. 20 lipca 1990 w Taleggio) – włoski bokser, brązowy medalista letnich igrzysk olimpijskich w 1928 w Amsterdamie w kategorii muszej. W walce o brązowy medal pokonał Baddiego Lebanona z Południowej Afryki.
W 1930 roku przeszedł na zawodowstwo, jednak nie odniósł żadnych sukcesów. Z osiemnastu stoczonych walk wygrał zaledwie dwie, jedną zremisował i piętnaście przegrał.